# 이충호 (만화가)
이충호 (李忠浩, 1967년 6월 6일 ~ )는 대한민국의 만화가이다.

## 약력
- 부천대학교 산업디자인학과 졸업
- 2014~2016년 제26대 (사)한국만화가협회 회장
- 2022~2023년 KAC한국예술원 겸임교수

## 주요 작품
- 고독한 전사 (1992년) (1992년, 소년중앙)
- 마이러브 (1993년 ~ 1995년, 아이큐점프)
- 까꿍 (1996년 ~ 1999년, 아이큐점프)
- 무림수사대 (2007년, 다음웹툰)
- 이스크라 (2009년, 다음웹툰)
- 지킬박사는 하이드씨 (2011, 다음웹툰 / TV드라마 원작)
- 뱀파이어 신드롬 (2020, 다음웹툰)

## 수상
- 1985년 육영재단 발간 만화 보물섬 신인만화공모전 입선
- 1991년 제1회 서울만화전 입선 〈사랑의 세계〉
- 2010년 대한민국 콘텐츠 어워드 만화부문 문화체육관광부 장관상
- 2010년 부천만화대상 뉴미디어부분 수상